# Geraldo Majella Agnelo
Geraldo Majella Agnelo (19 tháng 10 năm 1933 – 26 tháng 8 năm 2023) là một Hồng y người Brazil của Giáo hội Công giáo Rôma. Ông từng đảm nhận vai trò Hồng y Đẳng Linh mục Nhà thờ S. Gregorio Magno alla Magliana Nuova. Ông từng đảm nhận vai trò Tổng giám mục đô thành Tổng giáo phận São Salvador da Bahia trong vòng 12 năm, từ năm 1999 đến khi hồi hưu năm 2011.
Đóng vai trò là một giáo sĩ lãnh đạo giáo hội địa phương, ông từng đảm trách nhiều vai trò tại quê hương Brazil như: Giám mục chính tòa Giáo phận Toledo (1978–1982), Tổng giám mục đô thành Tổng giáo phận Londrina (1982–1999). Ngoài lãnh đạo giáo hội địa phương, ông còn đóng nhiều vai trò trong Hội đồng Giám mục quốc gia cũng như khu vực, cụ thể, ông từng đảm trách các vai trò Phó Chủ tịch II Liên Hội đồng Giám mục Châu Mỹ Latinh (1999–2003), Chủ tịch Hội đồng Giám mục Brazil (2003–2007). Ngoài ra, ông từng đảm trách vai trò Tổng Thư ký Thánh bộ Phụng tự và Kỷ luật Bí tích từ năm 1991 đến năm 1999. Ông được vinh thăng Hồng y ngày 21 tháng 2 năm 2001, bởi Giáo hoàng Gioan Phaolô II.

## Tiểu sử
Hồng y Geraldo Majella Agnelo sinh ngày 19 tháng 10 năm 1933 tại Juiz de Fora, Brazil. Sau quá trình tu học dài hạn tại các cơ sở chủng viện theo quy định của Giáo luật, ngày 29 tháng 6 năm 1957, Phó tế Agnelo, 24 tuổi, tiến đến việc được truyền chức linh mục. Cử hành nghi thức truyền chức cho tân linh mục là giám mục Antônio Maria Alves de Siqueira, giám mục phụ tá Tổng giáo phận São Paulo. Linh mục Agnelo đồng thời cũng là thành viên linh mục đoàn Tổng giáo phận São Paulo.
Sau hơn 20 năm thi hành các công việc mục vụ với thẩm quyền và cương vị của một linh mục, ngày 14 tháng 5 năm 1978, Tòa Thánh loan tin Giáo hoàng đã quyết định tuyển chọn linh mục Geraldo Majella Agnelo, 45 tuổi, gia nhập Giám mục đoàn Công giáo Hoàn vũ, với vị trí được bổ nhiệm là Giám mục chính tòa Giáo phận Toledo, Parana. Lễ tấn phong cho vị giám mục tân cử được tổ chức sau đó vào ngày 6 tháng 8 cùng năm, với phần nghi thức chính yếu được cử hành cách trọng thể bởi 3 giáo sĩ cấp cao, gồm chủ phong là Hồng y Paulo Evaristo Arns, O.F.M, Tổng giám mục đô thành Tổng giáo phận São Paulo; hai vị giáo sĩ còn lại, với vai trò phụ phong, gồm có Tổng giám mục Benedito de Ulhôa Vieira, Tổng giám mục đô thành Tổng giáo phận Uberaba, và giám mục Angélico Sândalo Bernardino, giám mục phụ tá Tổng giáo phận São Paulo. Tân giám mục chọn cho mình khẩu hiệu: CARITAS CUM FIDE. Ngày 10 tháng 9 cùng năm, Tân giám mục đã cử hành các nghi thức chính thức nhận giáo phận mới của mình.
Chỉ 4 năm tính từ lễ tấn phong, Giám mục Geraldo Majella Agnelo đã được Tòa Thánh thăng Tổng giám mục, qua việc bổ nhiệm giám mục này làm Tổng giám mục đô thành Tổng giáo phận Londrina, Parana. Thông báo về việc bổ nhiệm này được công bố cách rộng rãi vào ngày 4 tháng 10 năm 1982. Sau 17 năm cai quản Londrina, Tòa Thánh lại quyết định thuyên chuyển Tổng giám mục Agnelo đến nhiệm sở mớ, lần này là Tổng giáo phận São Salvador da Bahia với chức vụ tương đương tại nhiệm sở cũ là Tổng giám mục đô thành. Việc bổ nhiệm được công bố cách rộng rãi vào ngày 13 tháng 1 năm 1999.
Trong thời gian từ ngày 16 tháng 9 năm 1991, ông còn đảm nhiệm thêm vai trò Tổng Thư ký Thánh bộ Phụng tự và Kỷ luật Bí tích và giữ chức này đến khi được bổ nhiệm làm Tổng giám mục São Salvador da Bahia.
Qua việc tổ chức Công nghị Hồng y năm 2001 vào ngày 21 tháng 2, Giáo hoàng Gioan Phaolô II vinh thăng giám mục Geraldo Majella Agnelo tước vị danh dự Hồng y. Tân Hồng y thuộc phẩm trật Hồng y phẩm trật Linh mục và Nhà thờ hiệu tòa được chỉ định là Nhà thờ San Gregorio Magno alla Magliana Nuova. Ông đã đến cử hành các nghi thức nhận nhà thờ Hiệu tòa sau đó vào ngày 20 tháng 5 năm 2001.
Ngoài lãnh đạo các giáo phận tại quê nhà nhưng Hồng y Agnelo vẫn đóng nhiều vai trò trong Hội đồng Giám mục quốc gia cũng như khu vực, cụ thể, ông từng đảm trách các vai trò Phó Chủ tịch II Liên Hội đồng Giám mục Châu Mỹ Latinh từ năm 1999 đến năm 2003 sau đó đảm trách vai trò Chủ tịch Hội đồng Giám mục Brazil, từ tháng 5 năm 2003 đến tháng 5 năm 2007.
Ngày 12 tháng 1 năm 2011, Tòa Thánh chấp thuận đơn xin từ nhiệm của ông, vì lý do tuổi tác theo giáo luật. Ông qua đời ngày 26 tháng 8 năm 2023, thọ 89 tuổi.